# Diores initialis
Diores initialis es una especie de araña del género Diores, familia Zodariidae. Fue descrita científicamente por Jocqué en 1990.
Habita en Kenia y Tanzania.